# Iultin
Iultin (russisch Иульти́н) ist eine ehemalige Siedlung städtischen Typs im Autonomen Kreis der Tschuktschen im äußersten Nordosten Russlands. Mit Aufgabe des Ortes in der zweiten Hälfte der 1990er-Jahre ist Iultin zu einer „Geisterstadt“ geworden.

## Geographie
Die Siedlung liegt an der im nördlichen Zentralteil der Tschuktschen-Halbinsel, nördlich des Polarkreises im Tal der Iultinka im Flusssystem des der Tschuktschensee zufließenden Koiwelwegyrgyn (russ. und tschuktschisch Койвэльвэгыргын). Sie ist umgeben von den bis auf knapp 1200 m Höhe ansteigenden Bergen des Ekwywatap-Gebirges.
Iultin gehört zum nach der Siedlung benannten Rajon Iultin, war jedoch nie dessen Verwaltungszentrum.

## Geschichte
Im Umkreis der späteren Siedlung  wurde 1937 eine bedeutende Lagerstätte von Zinn-, Wolfram- und Molybdänerzen entdeckt. Mit ihrer Erschließung wurde jedoch erst nach Ende des Zweiten Weltkriegs begonnen. Ab 1946 wurde von der zu diesem Zweck gegründeten Siedlung Egwekinot an der Küste des Beringmeers, wo ein Hafen entstand, eine 200 Kilometer lange Straße gebaut. 1953 wurde die Lagerstätte erreicht und der Ort Iultin gegründet. Beim Bau der Siedlung, der Straße und des Bergwerks wurden Häftlinge eines Lagers eingesetzt, das der Fernöstlichen Lagerverwaltung (Dalstroi) im System der Gulag unterstellt war. Das Lager bestand bis 1956.
Wenig später erhielt die Siedlung den Status einer Siedlung städtischen Typs; der Abbau der Erze begann 1959. Beim Ort entstand ein Werk zur Anreicherung der Erze (Iultinski GOK). Dort wurden auch die Erze der gut 20 Kilometer nördlich gelegenen, in den 1950er-Jahren entdeckten, in den 1960er-Jahren erkundeten und ab 1976 abgebauten Lagerstätte Swetloje verarbeitet. Die größtenteils unbefestigte Straße nach Iultin, die zunächst über einen knapp 500 Meter hohen Pass in das Tal der Amguema, eines der größten Flüsse der Halbinsel, führt und diesen kreuzt, wurde später von Iultin in Form einer mit Geländefahrzeugen befahrbaren Piste über weitere mehr als 100 Kilometer zur Siedlung Mys Schmidta an der Nordküste der Halbinsel Tschukotka verlängert.
Unter den schwierigen Wirtschaftsbedingungen in der Periode des Zerfalls der Sowjetunion Anfang der 1990er-Jahre wurden Erzförderung und -verarbeitung in der entlegenen Siedlung unrentabel; das Bergwerk und das Anreicherungswerk mussten schließen. Am 4. Dezember 1995 beschloss die Regierung der Russischen Föderation die Aufgabe der Siedlung Iultin. Die letzten Einwohner verließen den Ort im Jahr 2000.

### Bevölkerungsentwicklung
| Jahr | Einwohner |
| ---- | --------- |
| 1959 | 2513      |
| 1970 | 4033      |
| 1979 | 4115      |
| 1989 | 5301      |

Anmerkung: Volkszählungsdaten

## Söhne und Töchter des Ortes
- Kostjantyn Schewaho (* 1974), ukrainischer Politiker und Unternehmer